# Stjärngentiana
Stjärngentiana (Lomatogonium rotatum) är en gentianaväxtart som först beskrevs av Carl von Linné, och fick sitt nu gällande namn av Fries och Merritt Lyndon Fernald. Enligt Catalogue of Life ingår Stjärngentiana i släktet stjärngentianor och familjen gentianaväxter, men enligt Dyntaxa är tillhörigheten istället släktet stjärngentianor och familjen gentianaväxter. Arten har ej påträffats i Sverige.

## Underarter
Arten delas in i följande underarter:
- L. r. aurantiacum
- L. r. floribundum
- L. r. fontanum